# Droogmansia ledermannii
Droogmansia ledermannii är en ärtväxtart som beskrevs av Anton Karl Schindler. Droogmansia ledermannii ingår i släktet Droogmansia och familjen ärtväxter. Inga underarter finns listade i Catalogue of Life.